# Giovanni di Palomar
Giovanni di Palomar (Barcellona, XIV secolo – XV secolo) è stato un presbitero spagnolo.
Arcidiacono di Barcellona e uomo di fiducia di Giuliano Cesarini, in vece di questi ultimi prese parte, insieme a Giovanni Dominici, al concilio di Basilea nel 1431.